# Фантагиро 4
Фантагиро 4 (или Пещерата на Златната Роза 4) е четвъртата част от телевизионната поредица за Принцеса Фантагиро. Режисирана е от Ламберто Бава и е с участието на Алесандра Мартинес в главната роля. Първоначално е излъчен през 1994 в две части. В този филм се появяват много малко от героите от предходните филми, а най-интересното е, че Ким Роси Стюърт, един от главните герои на поредицата, изобщо не се появява. За да обяснят това, героят му е описан така, че да може да бъде изигран от друг актьор, а за снимките на финала е използвана сцена от първия филм.

## Резюме
Внимание:  Текстът по-долу разкрива сюжета на произведението (или части от него)!
Мистериозен черен облак обикаля страната, носейки смърт и разрушение от където мине. Фантагиро помага на хората от своето кралство да се спасят, когато среща младият принц Парсъл. Парсъл гони черния облак, защото му е отнел замъка и се опитва да намери начин да си го върне. Когато черният облак минава през двореца на Фантагиро, той също изчезва, така че тя обединява своите сили с Парсъл да търси произхода на черния облак.
Те пътуват към кралство Тохор, където разбират че Тарабас, преобразеният черен магьосник е затворен и обвинен в създаването на черния облак.> Фантагиро, която знае, че той се е отказал от злото, му помага да избяга. Фантагиро, Тарабас, Парсъл и принцеса Анжелика от Тохор (която е влюбена в Тарабас) напускат Тохор за да проследят черния обляк и разбират, че е създаден от могъщ черен магьосник, на име Даркен.
Някъде другаде, Черната Вещица се мъчи да възстанови магическите си сили, които са отслабнали, след като е помогнала на Фантагиро в предишния филм. Тя се нуждае от помощ, за това решава да съживи Кселесия, и заедно, двете вещици тръгват на път, за да открият Тарабас и да го спрат да не разбере произхода на черния облак.
Фантагиро и нейната групичка са проследили черния облак до едно кралство, разположено под спящ вулкан. Там те откриват деформиран мъж, на име Фьодор, който им казва, че кралството се управлява от Даркен. Тогава Даркен се появява в тялото на Парсъл, където се е крил от самото начало. Започва битка и Фантагиро е убита. Ядосаният Тарабас е напът да убие Даркен, когато Кселесия се появява и го спира. Тогава става ясно, че Даркен е баща на Тарабас, а черният облак е част от плана Тарабас да се върне отново към злото.
Даркен обещава да съживи Фантагиро, ако Тарабас приеме черната магия в себе си. Тарабас не е съгласен, но Фьодор го убеждава. Разкрива се, че Фьодор всъщност е Ромуалдо, превърнет от Даркен в отвратително чудовище, за да не може никога да се върне при Фантагиро. Фьодор също така обещава да се грижи за Фантагиро.
Накрая Тарабас се съгласява да се върне към злото, ако това значи, че Фантагиро ще живее и Даркен я съживява. Докато Тарабас се опитва да убеди Даркен в своята вярност към злото, Фантагиро заговорничи с Фьодор, Анжелика и съживеният Парсъл да спасят откраднатите замъци от колекцията на Тарабас и да избягат от подземното кралство. Докато Даркен е временно укротен, Тарабас, Кселесия и недоверчивата Черна Вещица се присъединяват към групата в опита да избягат от кралството му. По пътя, Кселесия жертва себе си, за да спаси сина си.
Даркен последва групата и започва нова битка. В края, Даркен е победен и замъкът на Фантагиро е възстановен до предишния си блясък. Фантагиро разбира и че Фьодор е всъщност нейният любим Ромуалдо. Той се опитва да избяга, засрамен от външния си вид, но Фантагиро настоява, че тя го обича не заради вида му. Тарабас е развълнуван от предаността на Фантагиро към Ромуалдо и решава да продължи с живота си, обещавайки на Анжелика, че ще се научи да я обича.
Накрая, Фьодор се връща към своя вид на Ромуалдо (използвайки монтаж от първия филм) и двойката отново се събира.

## Участват
| Актьор                 | Роля           |
| ---------------------- | -------------- |
| Алесандра Мартинес     | Фантагиро      |
| Никълъс Роджърс        | Тарабас        |
| Хорст Буххолц          | Даркен         |
| Урсула Андрес          | Кселения       |
| Бриджит Нилсън         | Черната вещица |
| Марк де Йонге          | Тохор          |
| Рикардо Сервенти Лонги | Фьодор         |
| Агата де Ла Фонтейн    | Анжелика       |
| Гайа Булфери Булферети | Парсъл         |
| Оресте Гуиди           | Руфъс          |

## Дублажи

### Диема Вижън
| Преводач            | Йорданка Василева                                                            |
| Тонрежисьор         | Тони Тодоров                                                                 |
| Режисьор на дублажа | Димитър Кръстев                                                              |
| Озвучаващи артисти  | Даниела Йорданова Ани Василева Николай Николов Петър Чернев Здравко Методиев |

### TV7
| Преводач            | Анелия Генова                                              |
| Тонрежисьор         | Красимира Семерджиева                                      |
| Режисьор на дублажа | Мария Маркова                                              |
| Озвучаващи артисти  | Даринка Митова Василка Сугарева Иван Петков Георги Тодоров |

|  | Тази страница частично или изцяло представлява превод на страницата Fantaghirò 4 в Уикипедия на английски. Оригиналният текст, както и този превод, са защитени от Лиценза „Криейтив Комънс – Признание – Споделяне на споделеното“, а за съдържание, създадено преди юни 2009 година – от Лиценза за свободна документация на ГНУ. Прегледайте историята на редакциите на оригиналната страница, както и на преводната страница, за да видите списъка на съавторите. ВАЖНО: Този шаблон се отнася единствено до авторските права върху съдържанието на статията. Добавянето му не отменя изискването да се посочват конкретни източници на твърденията, които да бъдат благонадеждни. |